# Saurauia purpurellifolia
Saurauia purpurellifolia är en tvåhjärtbladig växtart som beskrevs av Kanehira och Hatusima. Saurauia purpurellifolia ingår i släktet Saurauia och familjen Actinidiaceae. Inga underarter finns listade i Catalogue of Life.